# 学習塾
学習塾（がくしゅうじゅく）とは、私的に子供を集めて、学校教育の補足や進学準備教育を行う施設（塾）。
東アジア諸国のように学習塾が多数ある地域がある一方で、フィンランドのヘルシンキのように学習塾に相当する機関そのものがほとんど存在せず一部の子どもが自由参加の学習サークルに参加している地域もある。

## 日本における学習塾

### 学習塾の定義
文部科学省の「子どもの学校外での学習活動に関する実態調査報告」では、学習塾を「学校ではなく自宅外で、国語や算数等の教科の指導を行うものをいい、そろばん等のいわゆるおけいこごとは含まない」と定義している。なお、習い事は「自宅や自宅外で、習字、そろばん、ピアノやスポーツなどの指導を受けるもの」と定義されている。

### 学習塾の分類

#### 学力別
難関校進学クラスを持つ塾と持たない塾に分かれるが、大手進学塾では学力に応じてクラス分けしていることが多い。中小の大半の塾ではクラス分けをしていない。個別指導や自習式の塾は個人の実力に応じて対応できるためクラス分けがない。
難関校進学クラスを持つ塾
難関の学校に進学希望する生徒に、学校の授業より難しい内容を加え指導するクラスを持つ塾。多くは入塾試験でクラス分けをする。難関校を目指す生徒のみの塾はほとんどなく、学力別クラスを設定する形式を採用。
一般の塾
学力別クラスを持たない塾。中程度の学力レベルに合わせ、学校の授業より先行して授業を行ったり補習授業を行う。中小の学習塾の多くがこれに属する。

#### 人数別
集団授業の塾
1クラス概ね10人以上のクラス構成の塾。大手塾では、社員扱いの講師が高度な内容のクラスを担当し、大学生などのアルバイト講師がそれ以外のクラスを担当することが多い。社員と大学生アルバイトなどの見分けが付かないので、習う側からは講師の質の判断が難しい。社員扱いの講師が担当するクラスは、1クラスの人数が多くなり授業料も高額になる。規模の拡大に伴い、主に下位クラスで講師の質が落ちていることもある。
中堅塾では集団授業塾でも全てアルバイト講師というところも多く、この場合は授業料が比較的安価であることが多い。

自習形式の塾
クラスはなく広い部屋に異学年の小中学生を集め、様々な科目を自習形式で同時に学習する。解説を書いた専用のプリントと問題用紙をもらい自学自習する。採点者は採点に追われるので、ほとんど指導ができない。人数の多いところでは、アルバイト講師が巡回指導することもある。ほとんどがフランチャイズ形式で、主婦が指導者として行っている場合が多い。公文式や学研教室がこれに当たる。
少人数制授業の塾
1クラス概ね5〜10名のクラス構成で個人経営の塾にこのタイプが多い。集団授業と違い個人指導もある程度できる。
個別指導の塾
1人の講師が概ね1〜4名の生徒を指導する。個人指導ができるが、講師1人に対する生徒が少ない分、授業料が高額。時間単価で比較すると、集団授業の塾の3〜6倍となる。苦手科目のフォローとして補習程度に使うのが無難だという声もある。

### 学習塾の発展と弊害
昭和40年代より急激にその数を伸ばし、現在ではなくてはならない存在になっており、学校側も大手学習塾の指導法に注目している。かつて文部省（現: 文部科学省）は学習塾を好ましくない存在としていたが、文部大臣の諮問機関である生涯学習審議会が1999年（平成11年）に行った提言以来、学校教育と学習塾を共存させる方針に転換した（学習塾はサービス産業に位置付けられるため経済産業省が所管：特定サービス産業実態調査等参照）。
塾が流行っている一因に大学進学熱の高まり、共働き世帯の増加による子供の居場所づくり、世代によっては公立学校のゆとり教育への不安感、などがある。また、学習塾が「総合的な学習の時間」を提供する動きもある（詳細は、公立学校#公立学校を巡る議論を参照）。ただし、「塾へ行っても学力低下は防ぎきれない」、「難問ばかりを教え、逆に基礎学力が伸び悩む生徒もいる」といった指摘がある。小中高生の多数が学校と塾・予備校を掛け持ちしており、心身に悪影響を与えるのではないかという指摘もある。
海外でも海外在住日本人子女の間で学習塾に通う子供が増加している。現地での学習では、帰国後日本の学校への入学・編入に求められる学習内容やレベルに合わせられないことが問題として挙げられる。
1984年（昭和59年）、香山健一は、中曽根康弘内閣の臨時教育審議会で、学習塾を学校として認知するよう主張した。

### 近年の塾の傾向
学習塾を取り巻く環境として、少子化、中高一貫校の増加により対象となる生徒が減少しているが、一方で通塾者の低年齢化、家計から学習塾への出費額の上昇による市場の拡大傾向が見られる。

#### 企業の買収
大手塾の買収が増加していて、「中小規模の塾は生き残れないのではないか」とまで言われることもある。同業者同士の買収（例えば、東進ハイスクールによる四谷大塚の買収）もあるが、それ以上に異業種の参入が新しい動きとして出ている。特に通信教育最大手のベネッセは、この会社の販売する進研ゼミが補習教材であるため、既存塾業者とは段違いの資本力で塾を買収し、受験勉強時期の学生を取り込もうとしている。ベネッセは2007年（平成19年）6月に東京個別指導学院を連結子会社化し、2007年（平成19年）12月3日には鉄緑会の買収を発表した。参考書や学習雑誌を販売する学研は、学校授業の予習復習を行う学研教室を持っているが、この生徒が受験勉強時期に退会するのを防ぐため、塾ビジネスに乗り出している。

#### 少人数制授業へのシフト
少子化傾向に対応し、個別指導や概ね10人以下の少人数制授業の塾が多くなっている。集団授業の塾は大手塾で教室数を拡大する傾向にあるが、姉妹校として個別指導の塾を併設したり、塾内に個別指導ブースを併設する場合もある。個別指導といっても家庭教師のように1対1で教えるとは限らない。1人の講師が学年や科目の違う生徒3〜4人程度に対し同時に巡回指導するものも個別指導という。つまり「個別授業」ではなく「個別指導」なのである。当然1人の講師に対して生徒の人数が少ない分授業料はかなり高額になる。それでも学力が中程度かそれ以下の生徒には、集団授業に比べると行き届いた指導ができる。
個別指導の場合、巡回しながら学年や科目の違う指導に同時に対応できる能力と要領が求められる。一人の講師が全ての学年や科目を担当すると思われがちだが、講師の指導できる科目や学年のみを担当するので、講師が不得意な科目を教えることはない。しかし、これらの塾では「学習内容」の指導だけでなく「勉強の方法」の指導も行うことが多く、全体の流れを熟知し担当する生徒に応じたペース配分ができるようになるまで、講師にかかる負荷は大きい。

#### 不景気の長期化、学習塾の過当競争、その他の問題点
学習塾に対しては賛否両論があるが、近年の少子化や、長引く不景気などにより、全国的には市場規模は縮小傾向にある。近年では地方においても都市圏の駅前に多くの塾が乱立して、過当競争により閉鎖に追い込まれている塾もある。指導に際して教員免許などの国家資格が要求されないことから、指導能力の不確かな専従者や大学生のアルバイトによる指導などが横行している。過去には経営者や講師による女児への性被害が報告されている。合格実績を確保するための行き過ぎた偏差値教育、受験対策と称して学校を休ませ指導する、あるいは学校の先生を差し置いて塾が進路指導をするといった事がしばしば問題として論じられる。業界再編により、提携塾間で合格者を合算して本当の合格者数よりも多く水増しして広告などに合格実績を載せる学習塾も見られ、2011年4月には大手進学塾が、水増し合格の表示をしたことに対して、消費者庁が行政処分を下した事件も起こった。市販問題集や入試過去問などを無断で複写し頒布するなど著作権侵害は蔓延していると言って良く、一部の学習塾では出版社の許諾を得ないまま教科書から無断引用したり複製したりすることで教材を作成し、著作権侵害を指摘される事例が散見される。

### 統計
学習塾に関連する統計を、以下に記す。

#### 通塾率
| 学年        | 通塾率 |
| ----------- | ------ |
| 小学校5年生 | 35.6   |
| 中学校3年生 | 62.5   |
| 高校2年生   | 12.7   |

都市と地方では、都市の方が高い傾向にある。

#### 学習塾費用
| 区分            | 区分 | 学習塾へ費用を 払っている 生徒の割合（％） | 支出者の 生徒年平均額 （千円） |
| --------------- | ---- | ------------------------------------------ | ------------------------------ |
| 幼稚園          | 公立 | 16.3                                       | 65                             |
| 幼稚園          | 私立 | 19.9                                       | 101                            |
| 小学校          | 公立 | 43.3                                       | 142                            |
| 小学校          | 私立 | 68.2                                       | 287                            |
| 中学校          | 公立 | 71.6                                       | 246                            |
| 中学校          | 私立 | 53.6                                       | 221                            |
| 高校 （全日制） | 公立 | 35.3                                       | 224                            |
| 高校 （全日制） | 私立 | 42.9                                       | 337                            |

#### 都道府県別の学習塾の件数
以下は全国の塾軒数とその統計である。大都市圏の学習塾は1教室あたりの塾生数が多い傾向にあるため、通塾率との相関関係があるわけではない点に注意。
| 順位                                      | 都道府県 | 軒数  | 軒数                      |
| 順位                                      | 都道府県 | 総数  | 小中高生徒数 1000人あたり |
| ----------------------------------------- | -------- | ----- | ------------------------- |
| 1                                         | 和歌山県 | 622   | 5.85                      |
| 2                                         | 徳島県   | 438   | 5.59                      |
| 3                                         | 香川県   | 565   | 5.22                      |
| 4                                         | 愛媛県   | 728   | 5.01                      |
| 5                                         | 兵庫県   | 3006  | 4.98                      |
| 6                                         | 広島県   | 1519  | 4.93                      |
| 7                                         | 奈良県   | 741   | 4.91                      |
| 8                                         | 京都府   | 1311  | 4.74                      |
| 9                                         | 岐阜県   | 1094  | 4.72                      |
| 10                                        | 滋賀県   | 775   | 4.66                      |
| 10                                        | 高知県   | 350   | 4.66                      |
| 10                                        | 三重県   | 945   | 4.66                      |
| 13                                        | 山口県   | 666   | 4.61                      |
| 14                                        | 沖縄県   | 874   | 4.45                      |
| 15                                        | 神奈川県 | 4007  | 4.40                      |
| 16                                        | 静岡県   | 1755  | 4.32                      |
| 17                                        | 埼玉県   | 3233  | 4.29                      |
| 18                                        | 鳥取県   | 268   | 4.28                      |
| 19                                        | 愛知県   | 3563  | 4.27                      |
| 20                                        | 大阪府   | 3989  | 4.24                      |
| 21                                        | 岡山県   | 890   | 4.14                      |
| 22                                        | 栃木県   | 892   | 4.11                      |
| 22                                        | 新潟県   | 984   | 4.11                      |
| 24                                        | 東京都   | 4984  | 4.10                      |
| 25                                        | 山梨県   | 387   | 4.07                      |
| 26                                        | 千葉県   | 2579  | 4.02                      |
| 27                                        | 石川県   | 499   | 3.90                      |
| 28                                        | 長野県   | 917   | 3.87                      |
| 29                                        | 大分県   | 465   | 3.70                      |
| 30                                        | 福島県   | 770   | 3.68                      |
| 31                                        | 茨城県   | 1139  | 3.57                      |
| 31                                        | 秋田県   | 358   | 3.57                      |
| 33                                        | 長崎県   | 553   | 3.55                      |
| 34                                        | 群馬県   | 774   | 3.54                      |
| 35                                        | 佐賀県   | 354   | 3.53                      |
| 36                                        | 福岡県   | 1930  | 3.52                      |
| 37                                        | 宮城県   | 860   | 3.48                      |
| 38                                        | 福井県   | 307   | 3.39                      |
| 39                                        | 宮崎県   | 429   | 3.35                      |
| 40                                        | 富山県   | 375   | 3.27                      |
| 41                                        | 鹿児島県 | 608   | 3.24                      |
| 42                                        | 島根県   | 231   | 3.11                      |
| 43                                        | 北海道   | 1599  | 3.03                      |
| 44                                        | 熊本県   | 602   | 3.01                      |
| 45                                        | 青森県   | 422   | 3.00                      |
| 46                                        | 山形県   | 336   | 2.76                      |
| 47                                        | 岩手県   | 344   | 2.52                      |
|                                           | 全国     | 55037 | 4.10                      |
| 単位人口：小中高生徒数1000人あたり (2014) |          |       |                           |

## 韓国における学習塾
韓国には学院（ハゴン）と呼ばれる学習塾が存在する。ソウルでは4人に3人が学習塾に通うといわれており、2014年の調査では5日以上学習塾に通う小学生は73.0%であった。韓国では小学3年生から英語が必修となるため、学習塾に通う小学生の約半数は外国語の学習塾を選択している。

## 中国における学習塾
2007年の調査では北京の小学生の通塾率は76.6％であった。北京では休日に学習塾に通っているケースが多く、通塾日数は1日または2日の小学生が多いが、学習塾での学習時間は一日当たり3時間から4時間が多かった。中国では小学3年生（北京では小学1年生）から英語が必修となるため、学習塾に通う小学生の約6割が英語の学習塾を選択している。
2021年、一人っ子政策を廃止した後も教育熱に応えた学習塾が教育費の高騰を招き、若者が子供を産むことをためらっていることが少子化の原因として、義務教育中の生徒を対象とした学習塾の規制を発表した。今後は新規の開業は認可されず、既存の塾も非営利団体として登記され、料金も政府の基準額に従う必要がある。この発表を受け、学習塾を経営する企業などの教育関連の株が急落した。

## イギリスにおける学習塾
2007年の調査ではロンドンの小学生の通塾率は13.1%だった。学習塾以外の習い事をしている小学生が多く、スポーツが65.2%、音楽が18.1%、バレエやダンスが13.1%、絵画が11.4%だった。

## 北米における学習塾
アメリカでは東アジアのような学習塾文化は一般的ではなく、個別の民間学習会のようなものが先進的学習あるいは補助的学習の需要を担っているものと考えられている。体系的に把握されている資料は存在しないが、en:Sylvan Learningや公文教育研究会のアメリカ支部での活動が知られている。カナダではen:Storefront schoolといった事業形態の存在が知られており、比較的利用されている。高校生や大学生の進学を補助する目的でのen:Cram schoolが存在する。家庭教師（en:Tutoring）は広く利用されている。北米では社会における学歴差別（学位差別、「学士」「修士」「博士」）は明確に存在している一方で学校歴差別（出身大学による差別）はほとんど議論される事がないという事情が学習塾文化に関係している可能性がある。
2007年の調査ではワシントンD.C.の小学生の通塾率は7.2%だった。ワシントンD.C.では11歳以下の子供だけで留守番させることは違法であり、兄姉のいない家庭ではベビーシッターを手配するか「習い事」に預けなければならない。このこともあり、学習塾以外の習い事をしている小学生は多く、スポーツが75.5%、音楽が27.5%、バレエやダンスが13.7%、絵画が11.5%だった。